# Casa Opitz
La Casa Opitz es un Inmueble patrimonial, situado en la ciudad de Puerto Varas, X Región, Chile. Es uno de los pocos ejemplares que aún quedan como reflejo de la Arquitectura Neoclásica en la zona de colonización alemana del Lago Llanquihue. Su data de construcción está estimada en el año 1915.
Fue declarado Monumento Histórico el año 1992, mediante el D.S. 290 04/06/1992. En ese mismo decreto se declararon un conjunto de otros inmuebles considerados como de valor patrimonial, además de establecer la Zona Típica de la ciudad.
En la actualidad el inmueble presenta un notable deterioro debido a la falta de mantención, tanto en sus revestimientos (plancha metálica corrugada), como en su estructura (presencia de insectos xilófagos). Debido a esta situación el inmueble perdió su calidad de Monumento Histórico de Chile por D.E. 3131 16/10/2008, quedando expuesto a una eventual demolición.